# Hidroximetila
Hidroximetila, no campo da química, particularmente em química orgânica, é o nome para um substituinte com a fórmula estrutural -CH2-OH. O grupo hidroximetil consiste de uma ponte de metileno (-CH2-) ligada a um grupo hidróxi (-OH). Isto faz do grupo de hidroximetil um álcool. O grupo hidroximetil tem fórmula química idêntica ao do grupo metóxi (-O-CH3), do qual difere apenas na posição de ligação e na orientação em relação ao restante da molécula. Entretanto, suas propriedades químicas são diferentes.